# Бета-клетка
Бе́та-кле́тка (β-Клетка, В-клетка) — одна из разновидностей клеток эндокринной части поджелудочной железы. Бета-клетки продуцируют гормон инсулин, понижающий уровень глюкозы крови за счёт усиления её поглощения клетками из крови.

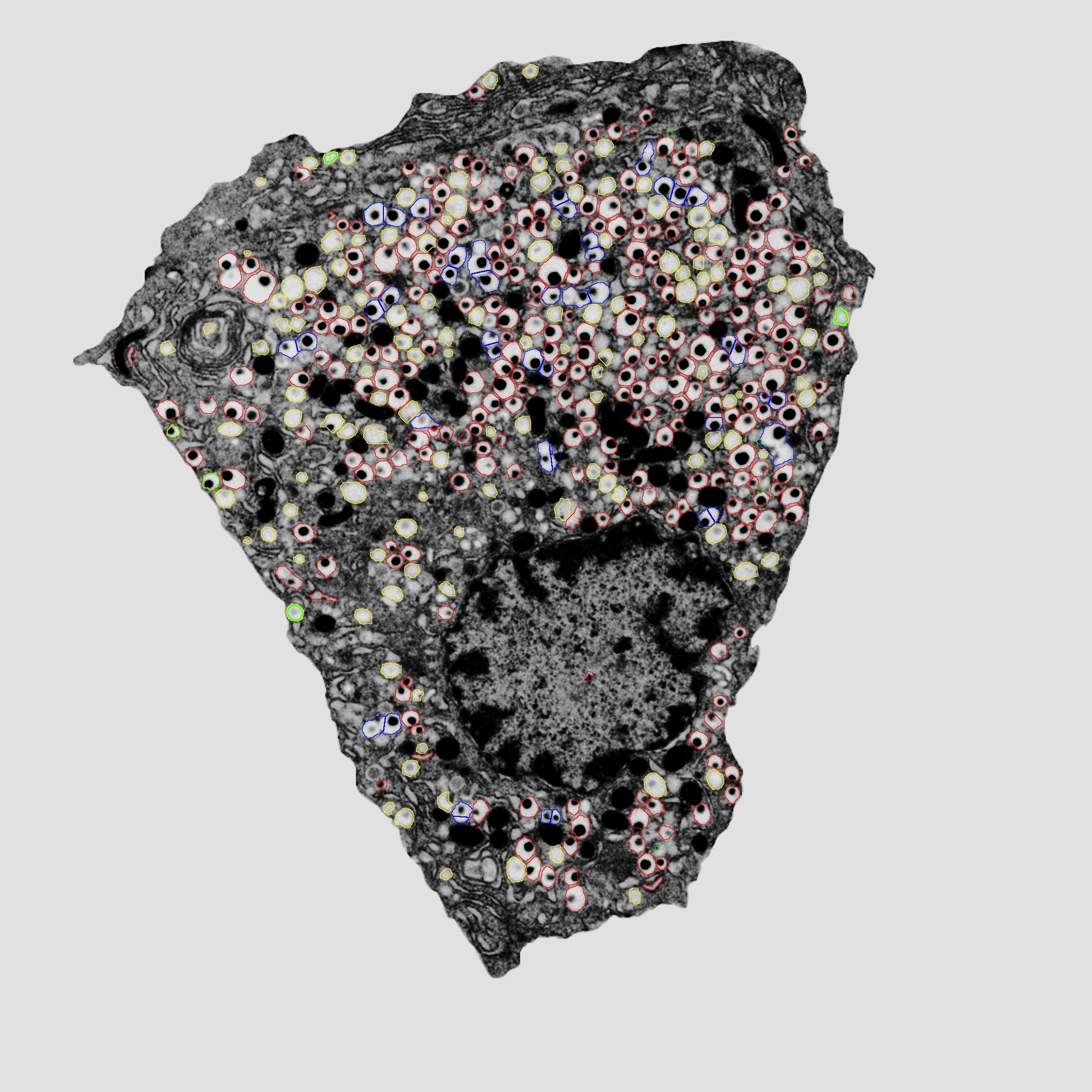
Микрофотография среза бета-клетки крысы, которая была обработана при помощи модифицированной технологии визуализации НАСА. Инсулиновые гранулы — темные пятна, окруженные белой областью, называемой гало. Большие клетки имеют сотни инсулиновых гранул.

## Строение
Бета-клетки человека, как правило, имеют округлую форму, хотя могут образовывать отростки. Клеточное ядро — крупное, круглой формы. Цитоплазма содержит множественные секреторные гранулы размером около 275 нм. Гранулы не растворимы в воде, но хорошо растворяются в спирте, и они проявляют базофильные свойства, окрашиваясь генциановым фиолетовым и альдегидфуксином в синий цвет. Выявляются, обычно, при помощи методов иммуногистохимии антителами к инсулину.

## Расположение

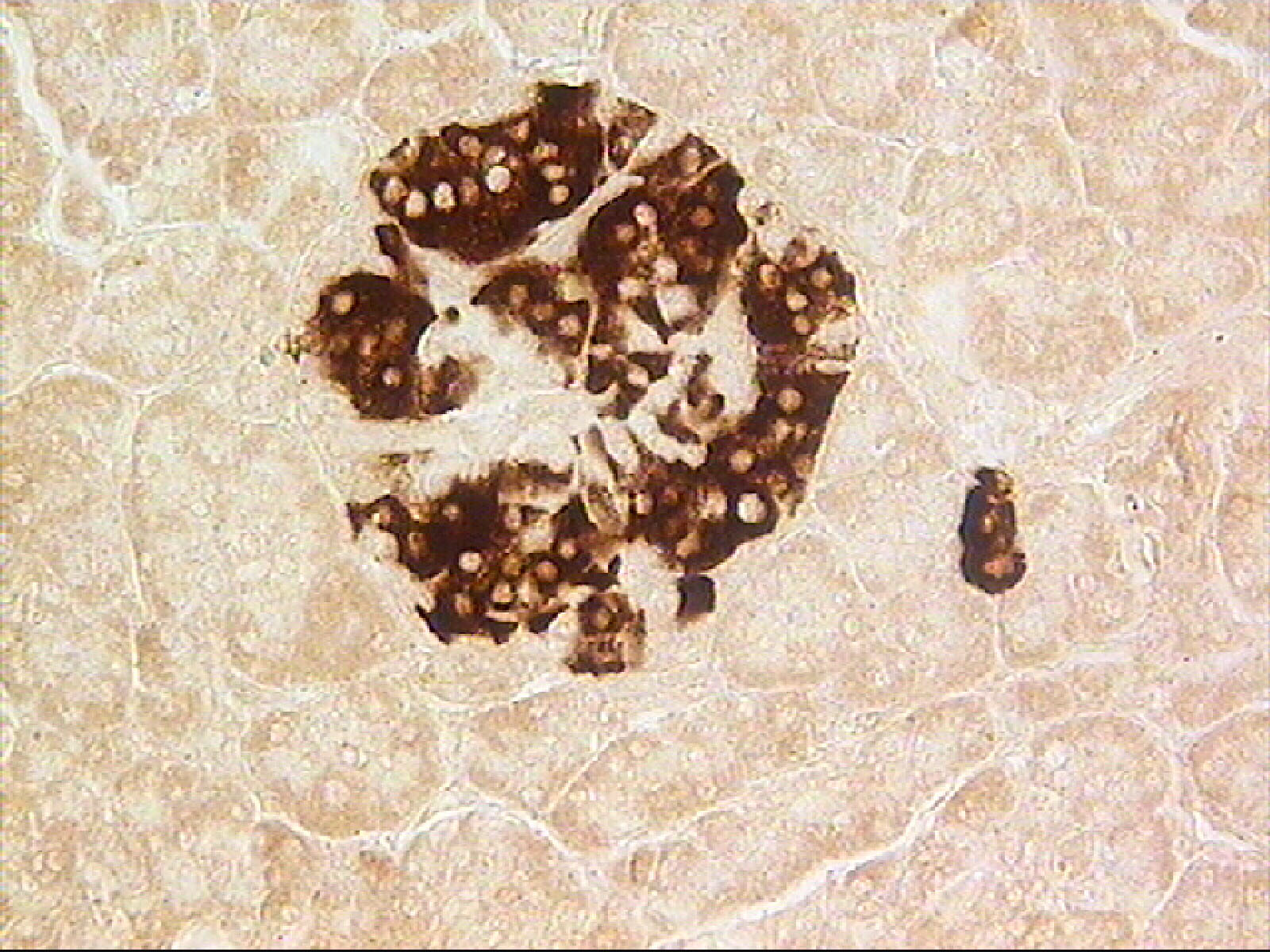
Бета-клетки в островке поджелудочной железы человека, иммуногистохимическое окрашивание, антитела к инсулину

Бета-клетки, составляющие основную массу эндокринной части поджелудочной железы (65—80 %), могут входить в состав панкреатических островков или образовывать небольшие скопления, рассеянные в экзокринной (ацинарной) части поджелудочной железы. Единичные бета-клетки могут быть расположены в составе ацинусов, т. н. ациноостровковые клетки, или среди клеток протоков.
У здоровых людей доля β-клеток выше в небольших по размеру скоплениях эндокринных клеток с небольшим количеством снабжающих эти скопления кровеносных капилляров.

## Функции

### Контроль секреции инсулина
Бета-клетки поддерживают базальный уровень инсулина в крови, а также обеспечивают быстрое выделение пресинтезированного инсулина, а также его образование, при резком повышении уровня глюкозы в крови. Ответ происходит достаточно быстро и обычно занимает несколько минут.
Секрецию инсулина усиливают аминокислоты, особенно лейцин и аргинин, некоторые гормоны гастроэнтеропанкреатической системы: холецистокинин, ГИП, ГПП-1, а также АКТГ, СТГ, эстрогены и другие, препараты сульфонилмочевины. Кроме того, секрецию инсулина усиливает повышение уровня калия или кальция, свободных жирных кислот в плазме крови. Понижается секреция инсулина под влиянием соматостатина и глюкагона.

### Другие гормоны, секретируемые бета-клетками
Помимо инсулина, бета-клетки выделяют в кровь в эквимолярном количестве С-пептид, полипептид, отщепляемый от молекулы проинсулина с образованием инсулина. Определение уровня C-пептида позволяет косвенно судить о инсулиносекретирующей способности бета-клеток (его концентрация не зависит от инсулина, вводимого извне)..
Также бета-клетки синтезируют так называемый островковый амилоидный полипептид (амилин), функции которого до конца не выяснены.. У больных с инсулиннезависимым сахарным диабетом нарушена секреция амилина, и он задерживается бета-клетками, образуя в островках фибриллярные отложения.

### Другие вещества, содержащиеся в бета-клетках
Бета-клетки обнаруживают сходство по ряду синтезируемых соединений с нервными клетками. Среди этих веществ: глутамат декарбоксилаза (GAD), нейрон специфичная енолаза (NSE), хромогранин А (ChrA), фактор роста нервов (NGF) и многие другие. Это позволяет причислить бета-клетки к клеткам диффузной эндокринной эпителиальной системы, которую также называют APUD-системой. Таким образом бета-клетка является апудоцитом и обозначается в литературе как В-клетка.

## Иннервация
Бета-клетки также находятся под влиянием автономной нервной системы.
- Парасимпатическая часть (холинергические окончания блуждающего нерва) стимулирует выделение инсулина.
- Симпатическая часть (активация α2-адренорецепторов) подавляет выделение инсулина.

## Развитие
В протоках развивающейся поджелудочной железы человека содержащие инсулин клетки можно обнаружить с 7-й недели развития
после оплодотворения.

## Патология
Повреждение и нарушение функции бета-клеток (в сочетании с другими факторами) выступают причиной сахарного диабета как инсулинзависимого, так и инсулиннезависимого типа.
Редкая, обычно доброкачественная опухоль, возникающая из бета-клеток, — инсулинома — обычно проявляется в виде множественных и продолжительных приступов гипогликемии.